# マーチ・86C
マーチ・86C（March 86C）は、イギリスのマーチ・エンジニアリングが1986年のインディカー（CART）用に開発・設計・製造されたオープンホイールレースカーで、エイドリアン・ニューウェイが設計した。1986年から1987年まで使用された。全17戦中14勝を挙げ、13回のポールポジションを獲得した。86Cは、その年のドライバーズタイトル、ボビー・レイホールのドライビングでインディアナポリス500を制した。主にフォード・コスワース DFXV8ターボエンジンの他に、ビュイック・インディV6ターボやイルモア-シボレー 265-AV8ターボを搭載していた。
86Cは、その成功と競争力の高さに、1986年以降インディカーで長期間使用され、1987年と1988年には幾つかのチームで使用された。1987年インディ500では、ペンスキー製シャシー・PC-16に問題があったため、チームは月半ばに86Cにスイッチした。リック・メアーズが予選で最前列を獲得し、アル・アンサーが制し、2年連続インディ500を制覇した。シーズン後半にメアーズはポコノ500で優勝し、1987年には2勝を挙げた。
その後、アメリカン・インディカー・シリーズで使用された。